# Nathan Paulse
Nathan Paulse, född 7 april 1982 i Kapstaden, Sydafrika, är en sydafrikansk före detta fotbollsspelare (anfallare). Han spelade under sin karriär bland annat för Ajax Cape Town, Avendale Athletic och Hammarby IF.

## Karriär
Paulse spelade sin första match för Hammarby IF samma dag som han skrev på för klubben. Hammarby mötte Malmö FF och vann med 4-2. Hans första mål gjordes i Svenska cupen mot Valsta Syrianska IK.
I juni 2017 meddelade Paulse att han avslutade sin karriär. I augusti 2018 gjorde Paulse comeback då han skrev på för Cape Umoya United.